# کاروانسرای برکه سلطان
کاروانسرای برکه سلطان مربوط به دوره صفوی است و در شهرستان خمیر، بخش مرکزی، روستای برکه سلطان واقع شده و این اثر در تاریخ ۱۷ اسفند ۱۳۸۱ با شمارهٔ ثبت ۷۷۲۱ به‌عنوان یکی از آثار ملی ایران به ثبت رسیده است.